# Superliga de voleibol 2011-12
La Superliga masculina de voleibol de España 2011-12 fue el XLVIII torneo de la máxima categoría de liga del voleibol español.

## Sistema de competición
El torneo se disputó entre 9 equipos por sistema de liga a doble vuelta entre el 1 de octubre de 2011 y el 10 de marzo de 2012. Finalizada la liga regular, los equipos clasificados en los puestos de 1º al 4º jugaron un play-off de semifinales y final para establecer la clasificación definitiva. Para determinar el orden de los partidos se tuvo en cuenta la clasificación de la Liga regular.
Por otro lado, los equipos que ocuparan las posiciones 11º y 12º en la Liga regular descendían a la Superliga 2. En el supuesto que hubiera 11 o menos equipos participantes únicamente descendía el último clasificado, lo cual sucedió en esta temporada (solamente 9 equipos).
Asimismo los equipos que se encontraban entre los siete primeros al final de la primera vuelta, más el patrocinador, disputaron la Copa del Rey.

## Equipos
| Club                      | Nombre                      | Sede                      | Región               | Pabellón                             |
| ------------------------- | --------------------------- | ------------------------- | -------------------- | ------------------------------------ |
| Club Voleibol Teruel      | Caja 3 VB Teruel            | Teruel                    | Aragón               | Pabellón Municipal Los Planos        |
| Cajasol - Juvasa          | Cajasol - Juvasa            | Dos Hermanas (Sevilla)    | Andalucía            | Los Montecillos                      |
| Club Vigo Voleibol        | Club Vigo Voleibol          | Vigo (Pontevedra)         | Galicia              | Pabellón Municipal de Coia           |
| Numancia CMA Soria        | Ciudad Medio Ambiente Soria | Soria                     | Castilla y León      | Pabellón Polideportivo Los Pajaritos |
| Club Voleibol 7 islas     | 7 Islas Vecindario          | Vecindario (Gran Canaria) | Canarias             | Pabellón Deportes de Santa Lucía     |
| Club Voleibol Zaragoza    | Bantierra Fábregas          | Zaragoza                  | Aragón               | CDM Siglo XXI                        |
| Voley Guada               | Voley Guada                 | Guadalajara               | Castilla-La Mancha   | Palacio Multiusos de Guadalajara     |
| Club Voleibol L'Illa Grau | UBE L,Illa Grau             | Castellón de la Plana     | Comunidad Valenciana | Pabellón Ciutat de Castellón         |
| Club Voleibol Almería     | Unicaja Almería             | Almería                   | Andalucía            | Palacio de Deportes Mediterráneo     |

## Clasificación liga regular
Clasificación tras la jornada 18.
| Pos | Equipo                      | Pts. | J 1 | J 2 | J 3 | J 4 | J 5 | J 6 | J 7 | J 8 | J 9 | J 1 0 | J 1 | J 1 2 | J 1 3 | J 1 4 | J 1 5 | J 1 6 | J 1 7 | J 1 8 |
| --- | --------------------------- | ---- | --- | --- | --- | --- | --- | --- | --- | --- | --- | ----- | --- | ----- | ----- | ----- | ----- | ----- | ----- | ----- |
| 1   | Caja 3 VB Teruel            | 46   | 3   | 3   | 1   | 3   | 3   | -   | 3   | 3   | 3   | 3     | 3   | 3     | 3     | 3     | -     | 3     | 3     | 3     |
| 2   | Ciudad Medio Ambiente Soria | 40   | 3   | 3   | 2   | 3   | 3   | 3   | 3   | 3   | -   | 3     | 3   | 0     | 3     | 2     | 0     | 3     | 3     | -     |
| 3   | Unicaja Almería             | 34   | 3   | 3   | 3   | 0   | 0   | 3   | -   | 3   | 0   | 3     | 3   | 3     | 0     | 1     | 3     | -     | 3     | 3     |
| 4   | Cajasol Juvasa              | 29   | 0   | 3   | -   | 3   | 3   | 0   | 3   | 1   | 0   | 0     | 3   | -     | 3     | 3     | 3     | 1     | 3     | 0     |
| 5   | UBE L'Illa Grau             | 21   | 0   | 0   | 0   | 3   | -   | 3   | 3   | 2   | 0   | 0     | 0   | 0     | 3     | -     | 1     | 3     | 0     | 3     |
| 6   | Bantierra Fábregas Sport    | 19   | 3   | -   | 2   | 0   | 0   | 3   | 0   | 0   | 3   | 3     | -   | 3     | 0     | 0     | 2     | 0     | 0     | 0     |
| 7   | Club Voleibol Vigo          | 17   | 0   | 0   | 3   | -   | 2   | 0   | 0   | 0   | 3   | 0     | 0   | 3     | -     | 3     | 1     | 2     | 0     | 0     |
| 8   | Voley Guada                 | 6    | -   | 0   | 1   | 0   | 1   | 0   | 0   | 0   | 1   | -     | 0   | 0     | 0     | 0     | 2     | 0     | 0     | 1     |
| 9   | 7 Islas Vecindario          | 4    | 0   | 0   | 0   | 0   | 0   | 0   | 0   | -   | 2   | 0     | 0   | 0     | 0     | 0     | 0     | 0     | -     | 2     |

Pts = Puntos; J = Jornada
|  | Juega play-off por el título. |
|  | Desciende a Superliga 2.      |

- A partir de la temporada 2009-2010 se implantó un nuevo sistema de puntuación en el que en las victorias por 3-0 y 3-1 se otorgan 3 puntos al vencedor y 0 al perdedor, mientras que en las victorias por 3-2 se otorgan 2 puntos al vencedor y 1 al perdedor.

### Evolución de la clasificación
| Equipo / Jornada         | 01 | 02 | 03 | 04 | 05 | 06 | 07 | 08 | 09 | 10 | 11 | 12 | 13 | 14 | 15 | 16 | 17 | 18 |
| ------------------------ | -- | -- | -- | -- | -- | -- | -- | -- | -- | -- | -- | -- | -- | -- | -- | -- | -- | -- |
| Caja 3 VB Teruel         | 1  | 1  | 3  | 2  | 2  | 2  | 2  | 2  | 2  | 2  | 2  | 1  | 1  | 1  | 1  | 1  | 1  | 1  |
| Ciudad M. Ambiente Soria | 2  | 2  | 2  | 1  | 1  | 1  | 1  | 1  | 1  | 1  | 1  | 2  | 2  | 2  | 2  | 2  | 2  | 2  |
| Unicaja Almería          | 4  | 3  | 1  | 3  | 4  | 3  | 4  | 3  | 3  | 3  | 3  | 3  | 3  | 3  | 3  | 3  | 3  | 3  |
| Cajasol Juvasa           | 5  | 5  | 5  | 4  | 3  | 4  | 3  | 4  | 4  | 5  | 4  | 5  | 4  | 4  | 4  | 4  | 4  | 4  |
| UBE L'Illa Grau          | 8  | 9  | 9  | 7  | 7  | 6  | 5  | 5  | 6  | 6  | 6  | 6  | 6  | 6  | 6  | 6  | 6  | 5  |
| Bantierra Fábregas Sport | 3  | 4  | 4  | 5  | 5  | 5  | 6  | 6  | 5  | 4  | 5  | 4  | 5  | 5  | 5  | 5  | 5  | 6  |
| Club Voleibol Vigo       | 6  | 6  | 6  | 6  | 6  | 7  | 7  | 7  | 7  | 7  | 7  | 7  | 7  | 7  | 7  | 7  | 7  | 7  |
| Voley Guada              | 9  | 8  | 7  | 8  | 8  | 8  | 8  | 8  | 8  | 8  | 8  | 8  | 8  | 8  | 8  | 8  | 8  | 8  |
| 7 Islas Vecindario       | 7  | 7  | 8  | 9  | 9  | 9  | 9  | 9  | 9  | 9  | 9  | 9  | 9  | 9  | 9  | 9  | 9  | 9  |

## Play-off
|  | Semifinales | Semifinales        | Semifinales | Semifinales     | Semifinales | Semifinales | Semifinales |                  |   | Final | Final | Final | Final | Final | Final | Final |  |
|  |             |                    |             |                 |             |             |             |                  |   |       |       |       |       |       |       |       |  |
|  |             |                    |             |                 |             |             |             |                  |   |       |       |       |       |       |       |       |  |
|  | 3           | Caja 3 VB Teruel   | 3           | 3               | 3           |             |             |                  |   |       |       |       |       |       |       |       |  |
|  | 3           | Caja 3 VB Teruel   | 3           | 3               | 3           |             |             |                  |   |       |       |       |       |       |       |       |  |
|  | 0           | Cajasol Juvasa     | 0           | 0               | 0           |             |             |                  |   |       |       |       |       |       |       |       |  |
|  | 0           | Cajasol Juvasa     | 0           | 0               | 0           |             | 3           | Caja 3 VB Teruel | 3 | 3     | 3     |       |       |       |       |       |  |
|  |             |                    |             |                 |             |             |             | Caja 3 VB Teruel | 3 | 3     | 3     |       |       |       |       |       |  |
|  |             |                    | 0           | Unicaja Almería | 0           | 0           | 1           |                  |   |       |       |       |       |       |       |       |  |
|  | 2           | Ciudad M. A. Soria | 0           | Unicaja Almería | 0           | 0           | 1           | 1                | 3 | 3     | 2     | 1     |       |       |       |       |  |
|  | 2           | Ciudad M. A. Soria |             |                 |             |             |             | 1                | 3 | 3     | 2     | 1     |       |       |       |       |  |
|  | 3           | Unicaja Almería    | 3           | 0               | 2           | 3           | 3           |                  |   |       |       |       |       |       |       |       |  |
|  | 3           | Unicaja Almería    | 3           | 0               | 2           | 3           | 3           |                  |   |       |       |       |       |       |       |       |  |
|  |             |                    |             |                 |             |             |             |                  |   |       |       |       |       |       |       |       |  |

| Campeón de Superliga 2011-12 |
| ---------------------------- |
| Caja 3 VB Teruel             |

## Jugadores

### MVP y siete ideal por jornada
Esta tabla muestra los jugadores que cada jornada la RFEVB designó como jugador más valioso (MVP) y como miembro del siete ideal.
| Jugador                 | Origen         | Club                     | MVP | 7 id. | 01 | 02 | 03 | 04 | 05 | 06 | 07 | 08 | 09 | 10 | 11 | 12 | 13 | 14 | 15 | 16 | 17 | 18 | S1 | S2 | F1 | F2 |
| ----------------------- | -------------- | ------------------------ | --- | ----- | -- | -- | -- | -- | -- | -- | -- | -- | -- | -- | -- | -- | -- | -- | -- | -- | -- | -- | -- | -- | -- | -- |
| Daniel Rocamora         | España         | Ciudad M. Ambiente Soria | 3   | 6     |    |    | M  |    | *  | *  |    |    |    |    |    |    |    |    |    |    | M  |    | M  | *  |    |    |
| Rodman Valera           | Venezuela      | Caja 3 VB Teruel         | 2   | 8     |    |    |    |    |    |    |    | *  |    |    |    | *  | M  |    |    | *  | *  | *  |    |    | *  | M  |
| Manuel Sevillano        | España         | Caja 3 VB Teruel         | 2   | 7     |    |    |    | *  |    |    | *  |    |    |    | *  | M  |    |    |    |    |    |    | *  |    | M  | *  |
| Carlos Mora             | España         | Bantierra Fábregas Sport | 2   | 2     |    |    |    |    |    | M  |    |    | M  |    |    |    |    |    |    |    |    |    |    |    |    |    |
| Borja Ruiz              | España         | Unicaja Almería          | 1   | 5     |    |    |    |    |    | *  |    |    |    |    |    |    |    |    | *  |    |    |    |    | M  | *  | *  |
| Matthew Webber          | Estados Unidos | Caja 3 VB Teruel         | 1   | 4     | *  |    |    | M  |    |    |    |    |    |    |    | *  |    |    |    |    |    |    |    |    | *  |    |
| Rodrigo Pereira         | Brasil         | Cajasol Juvasa           | 1   | 4     |    | M  |    |    |    |    |    | *  |    |    | *  |    |    |    | *  |    |    |    |    |    |    |    |
| Víctor Viciana          | España         | Unicaja Almería          | 1   | 4     | *  | *  |    |    |    |    |    |    |    | *  | M  |    |    |    |    |    |    |    |    |    |    |    |
| Enrique de la Fuente    | España         | Club Vigo Voleibol       | 1   | 3     |    |    | *  |    | *  |    |    |    |    |    |    |    |    |    |    | M  |    |    |    |    |    |    |
| Ibán Pérez              | España         | Unicaja Almería          | 1   | 3     |    |    |    |    |    |    |    |    |    | *  |    |    |    |    |    |    |    | M  |    |    |    | *  |
| José A. Salinas         | España         | Club Voleibol Vigo       | 1   | 3     |    |    |    |    | M  | *  |    |    | *  |    |    |    |    |    |    |    |    |    |    |    |    |    |
| Manuel Parrés           | España         | Caja 3 VB Teruel         | 1   | 3     |    |    |    |    |    |    |    | *  |    | M  |    |    |    |    |    |    |    |    | *  |    |    |    |
| Bruno Godoy da Silva    | Brasil         | UBE L'Illa Grau          | 1   | 2     |    | *  |    |    |    |    |    | M  |    |    |    |    |    |    |    |    |    |    |    |    |    |    |
| Francisco José Ruiz     | España         | Ciudad M. Ambiente Soria | 1   | 2     | M  | *  |    |    |    |    |    |    |    |    |    |    |    |    |    |    |    |    |    |    |    |    |
| José Antonio Casilla    | España         | Ciudad M. Ambiente Soria | 1   | 2     |    |    |    |    |    |    |    |    |    |    |    |    |    | M  |    |    | *  |    |    |    |    |    |
| Jesús Bruque            | España         | Cajasol Juvasa           | 1   | 1     |    |    |    |    |    |    |    |    |    |    |    |    |    |    | M  |    |    |    |    |    |    |    |
| Pavel Kukartsev         | España         | UBE L'Illa Grau          | 1   | 1     |    |    |    |    |    |    | M  |    |    |    |    |    |    |    |    |    |    |    |    |    |    |    |
| Adrián Fidalgo          | España         | Cajasol Juvasa           |     | 6     |    |    |    | *  |    |    |    | *  |    |    |    |    | *  |    |    |    | *  |    | *  | *  |    |    |
| Alfonso Flores          | España         | Ciudad M. Ambiente Soria |     | 4     |    |    |    |    | *  |    |    |    |    |    |    |    |    | *  |    |    |    |    | *  | *  |    |    |
| Carlos Cuesta           | España         | Cajasol Juvasa           |     | 4     |    |    |    |    |    |    |    |    |    |    |    |    | *  |    | *  |    |    |    | *  | *  |    |    |
| Francesc Llenas         | España         | Caja 3 VB Teruel         |     | 4     | *  |    |    |    |    |    |    |    | *  |    |    |    |    |    |    |    |    |    |    |    | *  | *  |
| Marc Altayó             | España         | Ciudad M. Ambiente Soria |     | 4     | *  | *  | *  |    |    |    |    |    |    |    |    |    |    | *  |    |    |    |    |    |    |    |    |
| Renato Hermely          | Brasil         | Caja 3 VB Teruel         |     | 4     | *  |    | *  |    |    |    | *  |    |    | *  |    |    |    |    |    |    |    |    |    |    |    |    |
| Ricardo Ferreiro        | Argentina      | UBE L'Illa Grau          |     | 4     |    |    |    |    |    |    |    | *  |    |    |    |    | *  |    | *  |    | *  |    |    |    |    |    |
| Alberto Salas           | España         | Unicaja Almería          |     | 3     |    |    |    |    |    |    |    |    | *  |    |    | *  |    |    |    |    |    | *  |    |    |    |    |
| Andrés Hernández        | España         | Bantierra Fábregas Sport |     | 3     | *  |    |    |    |    |    | *  |    |    |    |    |    |    |    | *  |    |    |    |    |    |    |    |
| Danilo Gomes            | Brasil         | Bantierra Fábregas Sport |     | 3     |    |    |    |    |    | *  |    |    |    | *  |    |    |    | *  |    |    |    |    |    |    |    |    |
| Edson Barbosa           | Brasil         | Cajasol Juvasa           |     | 3     |    |    |    | *  |    |    |    |    |    |    | *  |    |    |    |    | *  |    |    |    |    |    |    |
| Elvis de Oliveira       | Brasil         | Ciudad M. Ambiente Soria |     | 3     |    |    | *  |    |    | *  |    |    |    |    |    |    |    |    |    |    |    |    | *  |    |    |    |
| José Miguel Sugrañes    | España         | Caja 3 VB Teruel         |     | 3     |    |    |    |    |    |    |    |    |    |    | *  |    |    |    |    |    |    | *  |    |    |    | *  |
| Levi F. Domínguez       | Venezuela      | UBE L'Illa Grau          |     | 3     |    |    |    |    |    |    |    |    | *  |    |    | *  |    |    |    | *  |    |    |    |    |    |    |
| Pablo Gómez             | España         | Club Vigo Voleibol       |     | 3     |    |    |    |    |    | *  |    |    |    | *  |    |    |    |    |    | *  |    |    |    |    |    |    |
| Zebenzui Jorge          | España         | Bantierra Fábregas Sport |     | 3     |    |    | *  |    |    |    | *  |    |    |    |    | *  |    |    |    |    |    |    |    |    |    |    |
| Antoni Llabrés          | España         | Unicaja Almería          |     | 2     |    |    |    |    |    |    |    | *  |    |    |    |    |    |    |    |    | *  |    |    |    |    |    |
| Antonio Burgal          | España         | Voley Guada              |     | 2     |    |    |    |    | *  |    |    |    |    |    |    |    | *  |    |    |    |    |    |    |    |    |    |
| Austin Zahn             | Estados Unidos | Unicaja Almería          |     | 2     |    | *  |    | *  |    |    |    |    |    |    |    |    |    |    |    |    |    |    |    |    |    |    |
| Fausto Altamirano       | España         | Cajasol Juvasa           |     | 2     |    |    |    |    |    |    | *  |    |    |    |    |    |    |    |    | *  |    |    |    |    |    |    |
| Gustavo Delgado         | España         | Unicaja Almería          |     | 2     |    |    |    |    |    |    |    |    |    |    |    | *  |    |    |    |    |    |    |    |    |    | *  |
| Iñaki Bescós            | España         | UBE L'Illa Grau          |     | 2     |    | *  |    | *  |    |    |    |    |    |    |    |    |    |    |    |    |    |    |    |    |    |    |
| Juan Bosco Alcaraz      | España         | Voley Guada              |     | 2     |    |    |    |    | *  |    |    |    |    |    |    |    |    | *  |    |    |    |    |    |    |    |    |
| Noé de Mena             | España         | Voley Guada              |     | 2     |    |    |    |    |    |    |    |    |    |    |    |    |    |    | *  |    |    | *  |    |    |    |    |
| Raúl Muñoz              | España         | Ciudad M. Ambiente Soria |     | 2     |    |    |    |    |    |    |    |    | *  |    |    |    |    |    |    |    |    |    |    | *  |    |    |
| Rubén Sánchez           | España         | Voley Guada              |     | 2     |    |    |    |    | *  |    |    |    |    |    |    |    |    | *  |    |    |    |    |    |    |    |    |
| Santiago Álvarez        | Argentina      | Club Vigo Voleibol       |     | 2     |    |    |    |    |    |    |    |    |    |    |    |    |    | *  |    | *  |    |    |    |    |    |    |
| Carlos Alves dos Santos | Brasil         | Bantierra Fábregas Sport |     | 1     |    |    |    |    |    |    |    |    |    | *  |    |    |    |    |    |    |    |    |    |    |    |    |
| Carlos Galego           | España         | Club Vigo Voleibol       |     | 1     |    |    |    |    |    |    |    |    |    |    |    |    |    |    |    |    | *  |    |    |    |    |    |
| Daniel Herrera          | España         | UBE L'Illa Grau          |     | 1     |    |    |    |    |    |    | *  |    |    |    |    |    |    |    |    |    |    |    |    |    |    |    |
| Eben-Ezer Santana       | España         | CV 7 Islas               |     | 1     |    |    |    |    |    |    |    |    |    |    |    |    |    |    |    |    |    | *  |    |    |    |    |
| Francisco Rodríguez     | España         | Caja 3 VB Teruel         |     | 1     |    |    |    |    |    |    |    |    |    |    |    |    |    |    |    |    |    |    |    | *  |    |    |
| Jeffrey Menzel          | Estados Unidos | Unicaja Almería          |     | 1     |    |    |    |    |    |    |    |    |    |    |    |    |    |    |    |    |    |    | *  |    |    |    |
| Jorge Pellicena         | España         | Bantierra Fábregas Sport |     | 1     |    |    | *  |    |    |    |    |    |    |    |    |    |    |    |    |    |    |    |    |    |    |    |
| Manuel Salvador         | España         | Ciudad M. Ambiente Soria |     | 1     |    |    |    |    |    |    |    |    |    |    |    |    | *  |    |    |    |    |    |    |    |    |    |
| Mario Ferrera           | España         | Unicaja Almería          |     | 1     |    |    |    |    |    |    |    |    |    |    |    |    |    |    |    |    |    |    |    |    | *  |    |
| Nichel Gómez            |                | CV 7 Islas               |     | 1     |    |    |    |    |    |    |    |    |    |    | *  |    |    |    |    |    |    |    |    |    |    |    |
| Osveny Sánchez          | España         | Ciudad M. Ambiente Soria |     | 1     |    |    |    |    |    |    |    |    |    |    |    |    | *  |    |    |    |    |    |    |    |    |    |
| Pablo Bugallo           | España         | Ciudad M. Ambiente Soria |     | 1     |    |    |    |    |    |    |    |    |    |    | *  |    |    |    |    |    |    |    |    |    |    |    |
| Ruiman Artiles          | España         | CV 7 Islas               |     | 1     |    |    |    |    |    |    |    |    |    |    |    |    |    |    |    |    |    | *  |    |    |    |    |
| Semidán Deniz           | España         | CV 7 Islas               |     | 1     |    |    |    |    |    |    |    |    | *  |    |    |    |    |    |    |    |    |    |    |    |    |    |
| Sergi Arranz            | España         | Caja 3 VB Teruel         |     | 1     |    |    |    | *  |    |    |    |    |    |    |    |    |    |    |    |    |    |    |    |    |    |    |

### MVP y 7 ideal de la temporada regular[3]
| Jugador          | Origen | Club                     | Posición  |
| ---------------- | ------ | ------------------------ | --------- |
| Daniel Rocamora  | España | Ciudad M. Ambiente Soria | Opuesto   |
| Carlos Mora      | España | Bantierra Fábregas Sport | Colocador |
| Manuel Sevillano | España | Caja 3 VB Teruel         | Receptor  |
| Edson Barbosa    | Brasil | Cajasol Juvasa           | Receptor  |
| Adrián Fidalgo   | España | Cajasol Juvasa           | Central   |
| Manuel Parrés    | España | Caja 3 VB Teruel         | Central   |
| Francesc Llenas  | España | Caja 3 VB Teruel         | Líbero    |

### Mejores anotadores
En esta sección aparecen los 10 jugadores con mejor promedio de puntos por set disputado, según las estadísticas de los partidos publicadas por la RFEVB. Para ello es preciso que el jugador haya disputado al menos dos sets por partido.
| Jugador              | Origen         | Club                     | Pts. | Sets | P.P.S. | 01 | 02 | 03 | 04 | 05 | 06 | 07 | 08 | 09 | 10 | 11 | 12 | 13 | 14 | 15 | 16 | 17 | 18 | S1 | S2 | F1 | F2 |
| -------------------- | -------------- | ------------------------ | ---- | ---- | ------ | -- | -- | -- | -- | -- | -- | -- | -- | -- | -- | -- | -- | -- | -- | -- | -- | -- | -- | -- | -- | -- | -- |
| Rodrigo Pereira      | Brasil         | Cajasol Juvasa           | 338  | 65   | 5,200  | 16 | 23 |    | 21 | 20 | 19 | 18 | 26 | 12 | 14 | 16 |    | 13 | 22 | 24 | 21 | 21 | 10 | 26 | 16 |    |    |
| Semidán Deniz        | España         | 7 Islas Vecindario       | 244  | 54   | 4,519  | 10 | 12 | 14 | 11 | 19 | 15 | 19 |    | 31 | 22 | 10 | 13 | 12 | 7  | 13 | 12 |    | 24 |    |    |    |    |
| Daniel Rocamora      | España         | Ciudad M. Ambiente Soria | 323  | 72   | 4,486  | 11 | 18 | 22 | 13 | 22 | 21 | 6  | 13 |    | 16 | 5  | 16 | 3  | 17 | 18 | 7  | 22 |    | 35 | 58 |    |    |
| Ibán Pérez           | España         | Unicaja Almería          | 360  | 82   | 4,390  | 15 | 8  | 14 | 16 | 12 | 7  |    | 11 | 15 | 19 | 6  | 18 | 15 | 24 | 1  |    | 13 | 26 | 28 | 53 | 36 | 23 |
| Matthew Webber       | Estados Unidos | Caja 3 VB Teruel         | 270  | 62   | 4,355  | 16 | 9  | 24 | 20 |    |    | 16 | 11 | 3  | 13 | 4  | 16 | 11 |    |    | 5  | 13 | 13 | 27 | 17 | 35 | 17 |
| Santiago Álvarez     | Argentina      | Club Voleibol Vigo       | 223  | 54   | 4,130  | 14 | 4  | 14 |    | 17 | 14 | 2  | 16 | 16 | 8  | 12 | 13 |    | 24 | 26 | 24 | 18 | 1  |    |    |    |    |
| Pavel Kukartsev      | España         | UBE L'Illa Grau          | 207  | 57   | 3,632  | 3  | 8  | 7  | 11 |    | 13 | 29 | 13 | 17 | 8  | 14 | 20 |    |    | 21 | 18 | 13 | 12 |    |    |    |    |
| Danilo Gomes         | Brasil         | Bantierra Fábregas Sport | 162  | 45   | 3,600  | 12 |    | 20 | 11 | 9  | 18 | 14 | 14 | 14 | 12 |    | 12 | 7  | 18 | 1  |    |    |    |    |    |    |    |
| Bruno Godoy da Silva | Brasil         | UBE L'Illa Grau          | 199  | 56   | 3,554  | 8  | 12 | 10 | 8  |    | 11 | 15 | 23 | 11 | 14 | 1  | 12 | 12 |    | 17 | 14 | 12 | 19 |    |    |    |    |
| Jeffrey Menzel       | Estados Unidos | Unicaja Almería          | 236  | 68   | 3,471  | 15 | 6  |    | 17 | 10 | 8  |    | 6  | 3  | 10 | 12 |    | 13 | 7  | 8  |    | 13 | 14 | 32 | 31 | 22 | 9  |

Pts = Puntos; Sets = Sets disputados con su equipo; P.P.S. = Puntos por set.
Véase también: Anexo:Jugadores de Superliga 1 y 2 masculina de voleibol (España) - Temporadas 2010-11 a 2019-20.